# Eparchia di Roslavl'

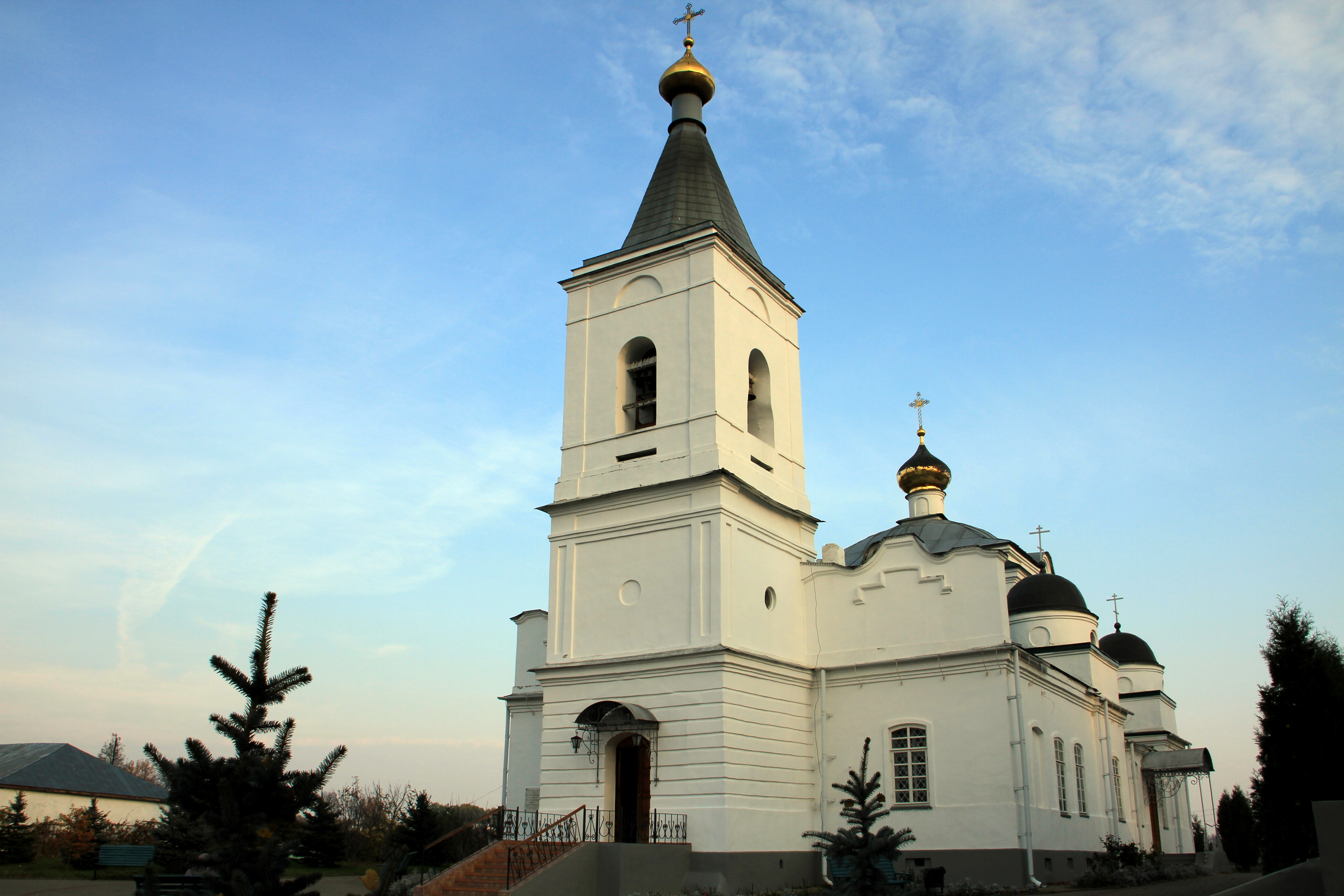
La cattedrale della Trasfigurazione del Signore di Roslavl'.

L'eparchia di Roslavl' (in russo Рославльская епархия?) è una diocesi della Chiesa ortodossa russa, appartenente alla metropolia di Smolensk.

## Territorio
L'eparchia comprende la città di Desnogorsk e i rajon Glinkovskij, El'ninskij, Eršičskij, Monastirščinskij, Počinkovskij, Roslavl'skij, Chislavičskij e Šumjačskij nell'oblast' di Smolensk.
Sede eparchiale è la città di Roslavl', dove si trova la cattedrale della Trasfigurazione.
L'eparca ha il titolo ufficiale di «eparca di Roslavl' e Desnogorsk».

## Storia
L'eparchia è stata eretta dal Santo Sinodo della Chiesa ortodossa russa il 4 maggio 2017, ricavandone il territorio dall'eparchia di Smolensk, e contestualmente è entrata a far parte della metropolia di Smolensk.